# Ptychochromoides
Genre
Ptychochromoides est un genre de poisson de la famille des Cichlidae de Madagascar.

## Liste des espèces
Selon FishBase (25 janv. 2017) :
- Ptychochromoides betsileanus (Boulenger, 1899)
- Ptychochromoides itasy Sparks, 2004
- Ptychochromoides vondrozo Sparks et Reinthal, 2001

Selon ITIS
- Ptychochromoides betsileanus (Boulenger, 1899)
- Ptychochromoides katria Reinthal & Stiassny, 1997 - synonyme de Katria katria selon FishBase (25 janv. 2017)[1]
- Ptychochromoides vondrozo Sparks & Reinthal, 2001